# Erneus van Ceaucé
Erneus van Ceaucé ( - Passais, circa 560) was een monnik, volgens de traditie de abt van een groep kluizenaars, in de streek van Le Mans en aanpalend Normandië. Hij leefde in het Frankenrijk bestuurd door de dynastie van de Merovingers.

## Synoniemen

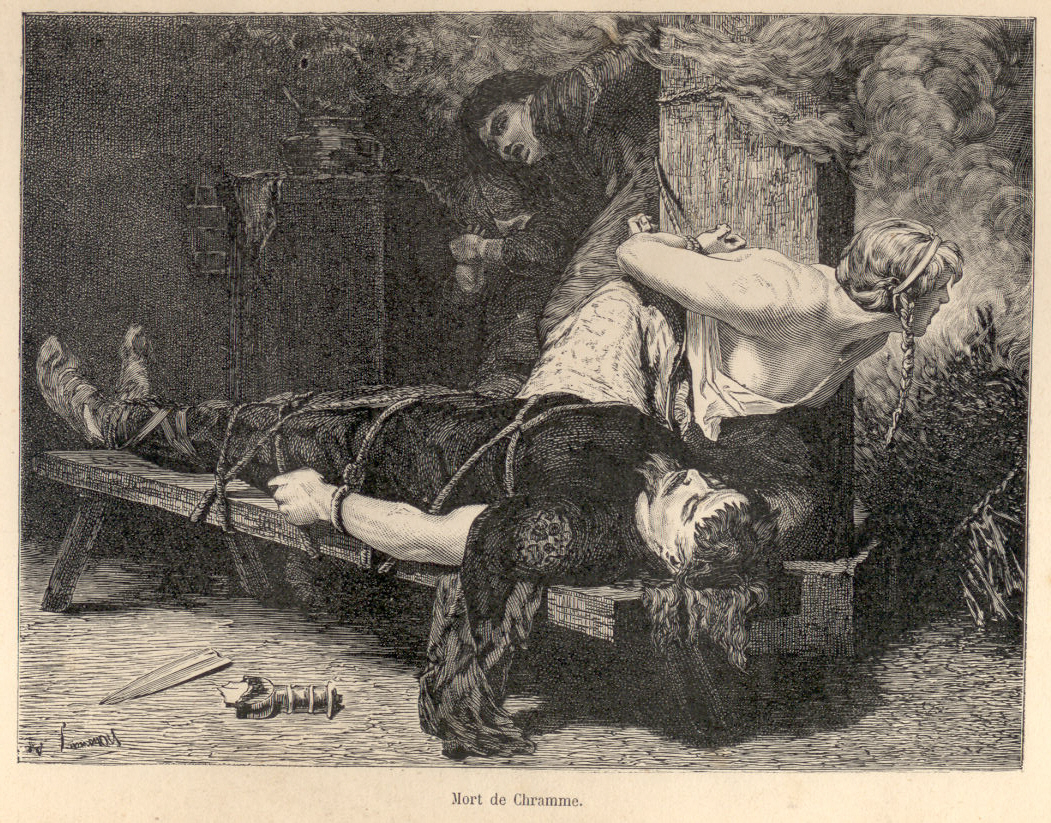
De moord op Chramnus, die Erneus voorspeld en beloofd had aan diens vader.

- Erneus van Celciacum, Latijn voor Ceaucé
- Ernaeus
- Erineus
- Herneus

## Levensloop
Erneus was afkomstig uit een gegoede familie in Aquitanië. Hij was geletterd. Hij verliet het ouderlijk huis om zich met metgezellen te vestigen tussen Le Mans en Passais. De bisschop van Le Mans droeg hem op kerken te bouwen. Erneus leefde afgezonderd in de buurt van Ceaucé dat hij stichtte. Samen met zijn medebroeders bouwde hij een gemeenschapsleven uit. 
Op een dag verbleef Chlotarius I, koning der Franken, bij de kluizenaars. Chlotarius was op weg naar Normandië om zijn zoon Chramnus te doden, als wraak voor diens opstand. Chlotarius en zijn soldaten dronken wijn bij Erneus. De heiligenlevens over Erneus beschreven het wonderlijk feit dat de wijn niet opraakte, terwijl Erneus psalmen zong. Erneus voorspelde bovendien de overwinning aan de koning. Zo gebeurde het ook achteraf; Chlotarius liet geschenken bezorgen aan Erneus en zijn medebroeders.
Andere wonderen van Erneus waren de spraak teruggeven aan een jongen, het zicht teruggeven aan een oude man en een dode medebroeder tot leven wekken. 
Na de dood van Erneus verdween de kloostergemeenschap die hij gesticht had. Erneus werd heilig verklaard, net zoals zijn medebroeders Alneus, Bohamad, Alveus, Front, Gal en Brictius.

## Verering
- De kerk van Ceaucé is toegewijd aan de heilige Erneus. Tijdens de Middeleeuwen en nog tot in de 20e eeuw organiseerde het dorp jaarlijks een rondgang langs wegkapellen die voor de gelegenheid versierd waren.[5]
- De kerk van Banvou is toegewijd aan de heilige Erneus en aan Onze-Lieve-Vrouw: église Notre-Dame-de-l’Immaculée-Conception-et-Saint-Ernier-de-Bavou.